# Алтай (Казалінський район)
Алта́й (каз. Алтай) — село у складі Казалінського району Кизилординської області Казахстану. Входить до складу Карашенгельського сільського округу.
Населення — 1 особа (2021; 67 у 2009, 59 у 1999).